# Repubblica Socialista di Macedonia
La Repubblica Socialista di Macedonia (in macedone e in serbo-croato Социјалистичка Република Македонија?, Socijalistička Republika Makedonija) fu, dal 1944 al 1991, una repubblica costitutiva della Jugoslavia.
Tra il 1944 e il 1963 era nota con il nome ufficiale di Repubblica Popolare di Macedonia (in serbo-croato Народна Република Македонија?, Narodna Republika Makedonija).
Si dichiarò indipendente dalla Jugoslavia l'8 settembre 1991 con il nome ufficiale di Repubblica di Macedonia; per evitare contenziosi con la Grecia, nel cui territorio esiste una regione storica con lo stesso nome, dal 2019 assunse il nome di Macedonia del Nord.

## Storia
Il moderno Stato macedone venne proclamato ufficialmente con il nome di Macedonia Democratica il 2 agosto del 1944, lo stesso giorno della Rivolta di Ilinden contro l'impero ottomano nel 1903, alla prima sessione plenaria dell'ASNOM durante la guerra di liberazione nazionale macedone, nel corso della seconda guerra mondiale. Questa data viene celebrata al giorno d'oggi dai macedoni come il giorno in cui per la prima volta sono riusciti ad affermare la loro identità nazionale.
Nel 1945 il nuovo Stato cambiò il proprio nome ufficiale in Repubblica Popolare di Macedonia. Venne incorporata formalmente come parte della federazione jugoslava nel 1946. Ad ogni modo una parte consistente della popolazione era contro la federazione, mentre altri chiedevano uno status d'indipendenza maggiore dalle autorità federali, cosa che portò alla loro persecuzione. Una delle vittime più note fu il primo presidente Metodija Andonov - Čento.
Nel 1963 il nome venne ulteriormente modificato in Repubblica Socialista di Macedonia. La Repubblica aveva uno status di stato non completamente indipendente. Aveva una propria costituzione, una presidenza collettiva, un governo, un parlamento (Sobranie), una lingua ufficiale, simboli di stato, un ministero degli affari interni, una propria chiesa autocefala (chiesa ortodossa macedone), un'accademia delle scienze e delle arti e altre prerogative statali. Inoltre la Repubblica Socialista di Macedonia aveva proprie armate di difesa territoriale (in macedone: Територијална одбрана, Teritorijalna odbrana), così come un Ufficio per le Relazioni Estere (una sorta di Ministero degli Esteri).
I diritti delle minoranze etniche venivano garantiti dalla costituzione. Il solo partito politico al governo era l'Unione dei Comunisti di Macedonia (Сојуз на комунистите на Македонија, Sojuz na komunistite na Makedonija).

### Transizione
Nel 1990 la forma di governo cambiò pacificamente da uno Stato socialista ad una democrazia parlamentare. Le prime elezioni multipartitiche si tennero l'11 novembre 1990. Dopo che la presidenza collettiva guidata da Vladimir Mitkov si sciolse, fu Kiro Gligorov a diventare il primo presidente democraticamente eletto della Repubblica Socialista di Macedonia il 27 gennaio del 1991. Il 16 aprile 1991 il parlamento adottò l'emendamento costituzionale per rimuovere l'aggettivo "Socialista" dal nome ufficiale del paese, e il 7 giugno dello stesso anno, venne stabilito ufficialmente il nuovo nome di Repubblica di Macedonia. Dopo che ebbe inizio il processo di dissoluzione della Jugoslavia, la Repubblica di Macedonia proclamò la piena indipendenza in seguito ad un referendum tenuto l'8 settembre del 1991.
La Repubblica di Macedonia del Nord è il successore legale della Repubblica Socialista di Macedonia.

## Capi delle istituzioni

### Presidenti dell'ASNOM
- Metodija Andonov - Čento
- Lazar Koliševski

### Presidenti della Presidenza del Parlamento
- Lazar Koliševski
- Vidoe Smilevski

### Presidenti del Parlamento
- Dimče-Mire Stojanov
- Lazar Koliševski
- Ljupčo Arsov
- Vidoe Smilevski
- Mito Hadživasilev
- Nikola Minčev

### Presidenti della Presidenza
- Vidoe Smilevski
- Ljupčo Arsov
- Angel Čemerski
- Blagoja Talevski
- Tome Bukleski
- Vančo Apostolski
- Dragoljub Stavrev
- Jezdimir Bogdanski
- Vladimir Mitkov
- [9]

### Primi Ministri
- Lazar Koliševski (1945-1953)
- Ljupčo Arsov (1953-1961)
- Aleksandar Grličkov (1961-1965)
- Nikola Minčev (1965-1968)
- Ksente Bogoev (1968-1974)
- Blagoja Popov (1974-1982)
- Dragoljub Stavrev (1982-1986)
- Gligorije Gogovski (1986-1991)